# Dubrava (Knić)
Pour les articles homonymes, voir Dubrava et Dubrave.
Dubrava (en serbe cyrillique : Дубрава) est un village de Serbie situé dans la municipalité de Knić, district de Šumadija. Au recensement de 2011, il comptait 125 habitants.

## Démographie
| 1948 | 1953 | 1961 | 1971 | 1981 | 1991 | 2002 | 2011 |
| ---- | ---- | ---- | ---- | ---- | ---- | ---- | ---- |
| 283  | 273  | 249  | 235  | 232  | 201  | 173  | 125  |

|  |